# 克拉克斯維爾 (愛達荷州)
克拉克斯維爾（英語：Clarksville）是位於美國愛達荷州庫特內縣的一個非建制地區。該地的面積和人口皆未知。

## 地理
克拉克斯維爾的座標為47°45′14″N 116°43′59″W / 47.75389°N 116.73306°W，而該地的平均海拔高度為711米（即2333英尺）。